# Smolan (isola)
Smolan o Smajan (in croato: Zmajan) è un'isola disabitata della Croazia, situata di fronte alla costa dalmata, al largo, a est di Sebenico; fa parte delle isole dell'arcipelago di Sebenico. Amministrativamente appartiene alla città di Vodizze, nella regione di Sebenico e Tenin.

## Geografia
L'isola, si trova a est di Capri di Dalmazia, divisa dal canale di Capri (Kaprijiski kanal), e ad ovest di Zlarino, separata dal canale omonimo (canale di Zlarino, Zlarinski kanal), e si sviluppa lungo una linea sud-est/nord-ovest. Il canale di Smolan (Zmajanski kanal) a nord la divide da Diat.
Smolan è lunga circa 3,7 km da punta Ostruska (rt Oštrica) a punta Sira (rt Sir), ha una superficie di 3,3 km² e lo sviluppo costiero è di 12,273 km, il punto più alto dell'isola è il monte Smolan, 141,9 m s.l.m. Altre alture sono Bok, 101 m, al centro dell'isola e il monte dei Gabbiani (Galebiniak) a sud che misura 98,7 m. L'isola ha quattro piccole insenature sul lato nord-est, mentre si aprono a sud le valli Zarasagne (uvala Zaražanj) e Imetna o Smettina (uvala Smetnja), che è l'insenatura maggiore. L'estremità settentrionale, dove si trova punta Ostruska, è costituita da un piccolo promontorio rotondo collegato da un istmo. 
Sull'isola vi sono vigneti, uliveti e alberi di fichi.

## Isole adiacenti
- Obognano (Obonjan), isolotto a est della punta meridionale di Smolan.
- Calebignac[7] (Galebinjak), piccolo scoglio a sud, in corrispondenza di valle Imetna e del monte dei Gabbiani 43°40′51″N 15°45′45″E.
- Isolotti dei Sorci (Mišjak Mali e Mišjak Veli), a sud.
- Cragliac[14], Cavliach[6][7], Cravliach[15] o Gragliac[4] (Kraljak), si trova a sud-ovest di Smolan (a circa 1 km), nel canale di Capri; l'isolotto è lungo circa 340 m[2], ha una superficie di 0,058 km²[1] e lo sviluppo costiero è di 0,95 km[1] 43°41′01″N 15°44′06″E).
- Bagnevaz (Bavljenac), a ovest di punta Ostruska.

### Cartografia
- (HR) Mappa topografica della Croazia 1:25000, su preglednik.arkod.hr. URL consultato il 1º gennaio 2017.
- G. Giani, Carta prospettiva delle Comuni censuarie della Dalmazia, foglio 6, 1839. Fondo Miscellanea cartografica catastale, Archivio di Stato di Trieste.
- Carta di cabottaggio del mare Adriatico, foglio VII, Milano, Istituto geografico militare, 1822-1824. URL consultato il 29 dicembre 2016 (archiviato dall'url originale il 13 aprile 2013).